# The Prowler
The Prowler (Brasil: Quem Matou Rosemary?) é um filme estadunidense de horror, feito em 1981, dirigido pelo diretor Joseph Zito.
Os efeitos especiais do filme foram feitos por Tom Savini. O filme tem 89 minutos de duração e foi lançado nos EUA em 6 de novembro de 1981.

## Sinopse
Em 1945, um veterano da Segunda Guerra Mundial retorna para casa, em Avalon Bay, New Jersey, para encontrar a sua namorada que terminou com ele e está saindo com um novo homem. Ele decide matá-los na dança de graduação.
35 anos depois da primeira dança, desde o acontecimento, o assassino está de volta e começa a matar as pessoas que vão à festa. Por outro lado, o xerife George Fraser está no "annual fishing trip" e deixa a cidade para diretor Mark London, que investiga as matanças com a sua (quase) namorada, Pam McDonald.

## Elenco principal
- Vicky Dawson
- Christopher Goutman
- Lawrence Tierney
- Farley Granger
- Cindy Weintraub
- Thom Bray